# Capitaneria generale di Porto Rico
La capitaneria generale di Porto Rico (spagnolo: capitanía general de Puerto Rico) fu un distretto amministrativo dell'impero spagnolo, creata nel 1580 per fornire una migliore gestione militare all'isola di Porto Rico, precedentemente controllata da un governatore e dalla Audiencia di Santo Domingo. La sua creazione fece parte dell'ultimo fallimentare tentativo della Spagna degli Asburgo, alla fine del XVI secolo, di evitare l'invasione di potenze straniere nei Caraibi. Per raggiungere questo obiettivo furono create anche le capitanerie di Cuba, Guatemala e Yucatan. Nondimeno, la capitaneria giocò un ruolo fondamentale nella storia dei Caraibi spagnoli. L'istituzione durò fino alla costituzione di un governo locale, guidato dal governatore-generale e del parlamento isolano, istituito pochi mesi prima della perdita di Porto Rico a favore degli Stati Uniti d'America nel 1898.

## Storia

### Precedenti
Nel 1508 a Juan Ponce de León fu comandato di iniziare la colonizzazione di Porto Rico, a partire dalla fondazione della città di Caparra (sul luogo dell'attuale Guaynabo), e fu nominato primo governatore nel 1509 dal re di Castiglia, Ferdinando V. Dopo la morte di Cristoforo Colombo del 1506, la Corona di Castiglia si rifiutò di riconoscere agli eredi il diritto di nominare i governatori delle Indie Occidentali, ma nel 1511 il Consiglio di Castiglia si pronunciò a favore di Diego Colón. Come risultato, Ponce de León perse la sua posizione e lasciò l'isola, rifiutandosi di servire Colón. La famiglia di Colombo continuò a nominare i governatori fino al 1536, quando il figlio di Diego, Luis Colón, vendette alla corona il diritto di governare le Indie. Nello stesso anno in cui Diego Colón vinse la propria causa, fu fondata la prima diocesi dell'isola, suffraganea dell'arcidiocesi di Siviglia. In seguito divenne suffraganea della neonata arcidiocesi di Santo Domingo nel 1546. La diocesi di Porto Rico avrebbe controllato la provincia di Guayana in Venezuela tra il XVI e il XVIII secolo.
Tra il 1536 e il 1545 l'isola fu controllata dal presidente della Audiencia di Santo Domingo, che fu anche capitano generale dei Caraibi. Fu governato localmente non come unità singola ma dagli alcaldes ordinarios delle due municipalità che componevano l'isola, San Juan e San Germán, eletti annualmente dai cabildo. L'isola era divisa lungo il Rio Camuy ed il Rio Jacaguas. Dato che molti coloni non avevano la preparazione necessaria per diventare governatore, il sistema si dimostrò inefficace. I cittadini spagnoli si lamentarono con la corona.
A partire dal 1545 i governatori con istruzione legale (gobernadores letrados) erano nominati sia dalla corona che dall'Audiencia di Santo Domingo. Essendo la corte giuridica di livello più alto sull'isola, gestivano i casi in prima istanza nei singoli distretti, ed in appello presso gli alcaldes regionali. La successiva corte d'appello era l'Audiencia di Santo Domingo. Oltre ad essere l'ufficio amministrativo più importante, i governatori derivavano i propri poteri dal diritto di nominare ogni anno due dei quattro regidores dei cabildo dell'isola. Come succedeva a tutti gli ufficiali politici spagnoli, anche i governatori erano soggetti al juicio de residencia, una revisione ufficiale del loro operato. Dato che i governatori erano i rappresentanti della corona sull'isola, avevano il diritto di controllare la Chiesa a causa del diritto di patronato (real patronato) che i re vantavano nelle Americhe. Controllavano la costruzione e la gestione degli edifici religiosi, pagavano il salario del clero, e assicuravano che solo bolle pontificie ed encicliche approvate dal Consiglio delle Indie venivano pubblicati sull'isola.
L'aumento dei conflitti militari con le altre potenze europee, sia in Europa sia nel Nuovo Mondo, convinsero la corona ad assegnare ai governatori il titolo di capitano generale nel 1580. Dopo questa decisione i governatori furono sempre più spesso uomini militari, e non uomini di legge, venendo però assistiti da un consigliere legale (asesor) nei doveri amministrativi.

### Istituzione
Porto Rico aveva una notevole importanza strategica, anche era economicamente marginale, rappresentando la porta d'accesso ai Caraibi o, come veniva chiamata al tempo, "la chiave delle Indie". A causa delle correnti marine e del vento dell'Atlantico, era solitamente una tappa obbligata per le navi che arrivavano dall'Europa. Vista la scarsa importanza economica, gli spagnoli ci misero molto tempo prima di costruire le difese militari. La prima fortificazione fu la casa della famiglia di Ponce de León (attuale Casa Blanca), nel 1520. Nel decennio successivo ebbero inizio le costruzioni del primo vero forte, La Fortaleza, all'ingresso della baia, mentre nel 1539 si iniziò ad erigere un complesso difensivo attorno a San Juan che includeva i forti di San Felipe del Morro, San Cristóbal e San Jerónimo. Sull'altro lato dell'isola San Germán era lasciata praticamente senza difese, e fu facile preda degli attacchi francesi per tutto il secolo.
Con la creazione nel 1580 della capitaneria generale, il governatore Diego Menéndez de Valdés (1582 - 1593) fu in grado di proseguire i lavori di fortificazione di San Juan. I fondi necessari per la costruzione furono ricavati da un sussidio annuale, il situado, ordinato dalla Nuova Spagna, nonostante per i due secoli successivi il situado raggiunse difficilmente Porto Rico. Il numero di soldati permanenti guidati da Menéndez de Valdés variava tra 50 e 200, in seguito aumentato a 400 nel 1596 e per i successivi due secoli. I miglioramenti alle difese cittadine si dimostrarono all'altezza quando subirono il primo attacco. L'assalto di una flotta di 27 navi guidata da Francis Drake. L'isola rappresentava un bastione nella lotta spagnola alla pirateria svolta dai rivali nei Caraibi. Molti abitanti di Porto Rico divennero corsari spagnoli attivi nella lotta contro britannici, francesi ed olandesi, il più famoso dei quali fu Miguel Henríquez. Nonostante il conflitto, il contrabbando si dimostrò un elemento cruciale dell'economia locale, proprio come era tipico in molte zone periferiche dell'America Spagnola.
Per rinforzare le insufficienti risorse militari, furono organizzate milizie locali (milicias urbanas) in ogni isola dei cinque distretti (partidos) esterni alla capitale: San Germán, Arecibo, Aguada, Coamo, Loíza e Ponce. I miliziani non erano regolarmente pagati né armati. Le loro armi consistevano in attrezzi agricoli: machete, lance improvvisate di legno e coltelli. Ogni partido era guidato da un teniente a guerra, che rispondeva al capitano generale.

### Il XVIII secolo e le riforme borboniche
Scosso dalle sconfitte subite nella Guerra dei sette anni, in particolare la cattura di Cuba da parte dei britannici nel 1762, Carlo III di Spagna inviò molti ufficiali nei Caraibi per rivedere le difese dell'area. Alejandro O'Reilly fu mandato a Porto Rico nel 1765. O'Reilly suggerì molte riforme, molte delle quali eseguite, tra cui la costruzione di fortificazioni a San Juan, l'inserimento di una paga regolare per i soldati dell'isola e la creazione di milizie professionistiche. Svolse anche un censimento completo dell'isola (registrando 44 883 residenti, di cui 5037 schiavi; e 24 città o villaggi) e capendo l'importanza del contrabbando nell'economia locale. Per invertire la tendenza O'Reilly raccomandò lo sviluppo di un'economia legale, in particolare agricoltura, restituendo la terra incolta alla corona che l'avrebbe donata alle persone che volevano diventare contadini. Nel 1784 fu creata un'intendenza a Porto Rico, ma a differenza di quella di Cuba questo ufficio non era diviso dal governatorato. Le riforme ebbero un discreto successo soprattutto in campo militare. I cambiamenti economici, a differenza della vicina Cuba, non furono così evidenti. L'economia dell'isola continuava a dipendere dal situado e da commercio estero, il che si dimostrò dannoso soprattutto durante il blocco del commercio causato dalle guerre napoleoniche.

### Il primo Ottocento: rivoluzioni e problemi
I primi anni del XIX secolo presentarono due problemi: l'invasione della Spagna e la rivolta nelle Americhe. La Guerra d'indipendenza spagnola e le Guerre d'indipendenza ispanoamericana portarono molte novità nel governo di Porto Rico. Il legame tra Porto Rico e Venezuela, a causa della vicinanza dei due, fu importante in questo periodo. Le junta stabilite nel 1810 in Venezuela erano il corrispondente dei cabildo di Porto Rico. Il cabildo di San Juan accettò la richiesta della junta di Caracas di istituire una nuova junta sull'isola, ma il cabildo di San Germán mantenne una propria autonomia, ed il controllo passò in mano francese. Alcuni singoli abitanti, come Antonio Valero de Bernabe, scelsero in seguito di unirsi agli indipendentisti portandosi sull'isola principale. In risposta al movimento della junta, il governo spagnolo diede al governatore Salvador Meléndez poteri straordinari per gestire qualsiasi rivolta sull'isola, mentre i rifugiati venezuelani fedeli alla corona iniziarono ad arrivare a Porto Rico. L'isola fu anche il punto di partenza delle truppe che attaccavano il Venezuela, come quelle guidate da Domingo de Monteverde e da Pablo Morillo.
Non appena l'opposizione ai francesi iniziò a prendere forma con la Junta Suprema Central, si riconobbero i possedimenti oltremare come parte integrante della nazione spagnola e quindi, nel 1809, li invitò a mandare delegati presso la Junta. Fu dato il via ad un periodo di elezioni nella capitaneria generale che portò ai periodi costituzionali del 1812-1814 e del 1820-1823. Le prime elezioni furono svolte dai cabildos, che a quel tempo erano cinque: San Juan, San Germán, Aguada, Arecibo e Coamo. Elessero come rappresentante di Porto Rico il creolo Ramón Power y Giralt, ma prima che potesse salpare per la Spagna la Junta Suprema si sciolse. Prima di farlo, la Junta fece richiesta al parlamento spagnolo, la Cortes di Cadice, di avere la rappresentanza dei cabildos. La Cortes sospese subito i poteri straordinari del governatore, e precisò che il titolo di intendente era separato da quello di governatore e di capitano generale. Il punto forte dell'attività legislativa fu il Ley Power (Legge di Power) che introdusse molte riforme economiche ed amministrative a Porto Rico, molte delle quali sopravvissero all'abolizione della costituzione spagnola del 1812 e delle Cortes operata da Ferdinando VII. La costituzione spagnola introduceva anche il governo locale di Porto Rico. Molti altri cabildos erano stati creati sull'isola, eletti dal popolo. Fu eletto un altro organo amministrativo e legislativo locale, la Diputación Provincial.
Dopo che il re ebbe ripristinato il governo tradizionale, cercò di garantirsi la lealtà dei portoricani garantendo all'isola una forma limitata di commercio libero su lunga distanza. Il Decreto Reale delle Grazie del 1815 accolse molte delle richieste economiche dei cabildos dopo il 1810. A lungo termine, il Decreto ebbe buoni effetti economici. Facilitò la migrazione verso l'isola, fece partire l'industria dello zucchero, e una serie di intendenti competenti accumulò ingenti capitali sfruttati nei decenni successivi.
Nel secondo periodo costituzionale che seguì alla rivolta di Riego, furono eletti dalla popolazione dell'isola nuovi deputati alla Cortes, la Diputación Provincial si riunì di nuovo, e a differenza della volta precedente la capitaneria generale e il governatorato furono scissi. Francisco González de Linares, abitante venezuelano da tempo, che era fuggito dopo il collasso del governo fedele alla corona, fu nominato governatore. Il successore di Pablo Morillo alla guida delle forze del Venezuela, Miguel de la Torre, divenne invece capitano generale.
Dopo la seconda abolizione della costituzione fatta da Ferdinando VII, La Torre riunì capitaneria e governatorato, con poteri straordinari per soffocare ogni rivolta. Avrebbe tenuto il titolo di capitano generale per oltre 15 anni. Nonostante la debolezza delle tendenze liberali di La Torre, la sua lunga amministrazione fu la chiave dello sviluppo su larga scala della produzione di zucchero, cosa avvenuta decenni prima a Cuba. Nel 1820 furono prodotte 17000 tonnellate di zucchero, e circa il 5,8% del territorio era coltivato a zucchero. Dal 1897 Porto Rico ne produsse 62000 tonnellate, dedicandovi il 14,3% della terra. I piccoli appezzamenti, esistenti dal XVI secolo, si trasformarono il latifondi. Il caffè rappresentava la seconda coltura in ordine di importanza. Nel 1818 si produssero 70 milioni di libbre di caffè, cifra che raggiunse i 130 milioni nel 1830. L'incrementata attività agricola fu svolta in parte dal lavoro degli schiavi importati dalle altre isole caraibiche. Nel 1817 la Spagna firmò un trattato con la Gran Bretagna ponendo fine alla tratta degli schiavi, cosa che in realtà non fu attuata prima del 1845. Nonostante ciò gli schiavi rappresentavano una piccola porzione della forza lavoro, a differenza delle altre isole caraibiche del tempo; gli schiavi rappresentavano una quota variabile tra l'11,5 e il 14%. Dal punto di vista giuridico a Porto Rico fu concesso il diritto ad avere un'audiencia tra il 1832 e il 1853. Le cause pendenti furono giudicate dalla precedente Audiencia di Santo Domingo, ora traslata a Cuba.

### Metà del 1800: Il lento cammino verso l'autonomia
La morte di Ferdinando VII portò nuovi cambiamenti. La Regina María Cristina ricostituì la Cortes, nella sua forma tradizionale, e Porto Rico inviò molti deputati, tutti liberali. Nel 1836 fu ristabilito in Spagna il governo costituzionale, solo che adesso i territori oltremare erano visti come colonie, governate da leggi speciali. Le istituzioni democratiche, come il Diputación Provincial e i cabildos, creati dalla costituzione del 1812 furono rimossi, ed i poteri straordinari garantiti al governatore furono confermati. La nuova costituzione del 1837 ratificò il nuovo stato di Porto Rico. Inoltre le "leggi speciali" che descrivevano il governo dei territori oltremare non furono redatte prima di tre decenni, quando una speciale Junta Informativa de Reformas de Ultramar, con rappresentanti di Cuba e Porto Rico, si riunì nel 1865. I suoi propositi però non si tramutarono mai in leggi.
La Gloriosa rivoluzione del 1868, che tolse i poteri ad Isabella II, all'inizio riaffermò il diritto di Porto Rico a partecipare al governo spagnolo. L'isola elesse sette deputati alla Cortes, ancora una volta la Diputación Provincial stilò progetti di legge per garantire l'autonomia all'isola. Tre fattori annullarono tutti i progressi. Per prima cosa il governo spagnolo era troppo instabile (dimostrato dal fatto che tra il 1871 ed il 1874 Porto Rico ebbe cinque governatori). Il secondo motivo fu la breve durata della rivolta di Lares che mostrò alle autorità che la situazione di Porto Rico era più calda di quanto si credesse. Infine, motivo principale, la rivolta di Lares coincise con la Guerra dei dieci anni di Cuba, che fece paura al governo riguardo all'autonomia delle isole caraibiche. Nel 1875 i Borboni tornarono al potere quando il trono fu offerto ad Alfonso XII. Furono concesse sulle isole elezioni limitate, in cui poterono votare solo i latifondisti. Alcuni partiti emersero in questo periodo, il Patido Liberal Refomista, che promosse l'autonomia dell'isola, ed il Partido Liberal Conservador, che spinse per integrare il sistema politico portoricano con quello spagnolo.
La questione dell'autonomia precipitò nel 1895, con l'inizio della Guerra di indipendenza cubana. Il ministro dell'Oltremare, con l'approvazione del Primo Ministro, compì un atto extra-costituzionale nel 1897 scrivendo la Constitución Autonómica che concedeva l'autonomia alle isole caraibiche. Data l'urgenza del problema, il governo approvò questo atto inusuale. Il nuovo governo consisteva di "un Parlamento dell'isola, diviso in due camere ed un governatore-generale, rappresentante della Metropolis, che avrebbe svolto i propri compiti in nome della suprema Autorità". Le elezioni del parlamento e dei consigli municipali furono svolte all'inizio del 1898. La legislatura si riunì la prima volta a luglio, solo otto giorni prima dell'invasione statunitense dell'isola.